# Вільям Джексон Поуп
Сер Вільям Джексон Поуп (англ. William Jackson Pope, 31 березня 1870, Лондон, Англія - 17 жовтня 1939, Кембридж, Англія) - англійський хімік.

## Біографія
Вільям Джексон Поуп народився Хокстоні в сім'ї Вільяма та Аліси (уродженої Хол). Його батьки були завзятими та активними веслійцями, у яких було вісім дітей, серед яких Вільям був старшим. У 1878 році він вступив до Центральної школи в Лондоні, де його здатність швидко вчитися дала йому можливість у дванадцятирічному віці проводити прості хімічні експерименти у своїй спальні. Навчаючись у школі, він також набув великої майстерності фотографа - багато його ранніх фотографій були в ідеальному стані навіть через п'ятдесят років. Звідти він переїхав до Технічного коледжу Фінсбері, де багато чому навчився у Н.П. Армстронга. Згодом вони стали близькими друзями.
Поуп вивчав кристалографію під керівництвом Г.О. Майєрса, і більшість його попередніх досліджень були зосереджені на вимірюванні кристалографічних даних за допомогою гоніометра. Ці дослідження мали важливий вплив на розвиток його хімічної роботи, оскільки вони посилили природну здатність візуалізувати просторові відносини. Це привернуло його до галузі стереохімії, де його найпомітнішими досягненнями було розгадування серії асиметричних оптично активних сполук азоту, сірки, олова та селену. Це призвело до його призначення в 1901 році на кафедру хімії в Манчестерській муніципальній технологічній школі. Він був обраний членом Королівського товариства(FRS) у червні 1902 року, а потім на кафедру хімії в Кембриджському університеті  в 1908 році.